# إعصار لان
إعصار لان هو إعصار استوائي وهو الإعصار الواحد والعشرون من موسم أعاصير المحيط الهادئ 2017. نشأ في شرق الفلبين يوم 16 تشرين الأول. واتّجه نحو اليابان بقوة 2 حسب مقاييس الأعاصير مقياس سفير-سمبسون.

## الاستعدادات

### اليابان
نصحت بعض البلديات السكان المحليين بالجلاء بسبب تزايد مخاطر الفيضانات والانزلاقات الطينية. وقررت شركة تويوتا موتور تعليق عملياتها في خطوط التصنيع لديها في مدينة تويوتا بوسط محافظة آيتشي، بالإضافة إلى فروعها في منطقتي كيوشو وتوهوكو حتى نهاية الإعصار. وأُلغيت بعض رحلات القطارات السريعة، وألغت شركات الطيران أكثر من 250 رحلة جوية، وتم إلغاء خدمات العبارات التي تربط الجزر النائية بالمدن القريبة.

## الأضرار والخسائر
| البلد    | الوفيات | مفقودين | الاضرار | مرجع        |
| -------- | ------- | ------- | ------- | ----------- |
| اليابان  | 7       | 1       |         | [ 1 ] [ 2 ] |
| الاجمالي | 7       | 1       |         |             |